# Viktor Šipek
Viktor Šipek (Kapelščak, 15. veljače 1896. – Zagreb, 18. siječnja 1969.) bio je hrvatski slikar.

## Životopis
Viktor Šipek je od 1911. do 1915. studirao slikarstvo na Višoj umjetničkoj školi u Zagrebu u razredima Mencija Klementa Crnčića i Otona Ivekovića. Godine 1923. odlazi u München, gdje se kod Hermanna Groebera privatno i na tamošnjoj Likovnoj akademiji usavršavao u tehnici akvarela. U razdoblju od 1918. do 1940. svake je godine izlagao u Zagrebu. Retrospektiva njegovih djela bila je 1990. priređena u Gornjoj Stubici.

## Tematika i stil
Šipek je često i rado slikao prirodu. Jedno od značajnih obilježja njegova stila, osobito veduta te krajolika iz Hrvatskoga zagorja i Italije izvedenih pretežito akvarelom, vješto je rješavanje problematike perspektive i odnosa boja.

## Galerija
- "Jezero" (1928.)
- "Seosko dvorište" (1930.)
- "Veliko Trgovišće" (1930.)
- "Stabla"

## Vanjske poveznice
- Šipek, Viktor Hrvatska enciklopedija. LZMK (životopis)
- Galerija Divila: Viktor Šipek  Arhivirana inačica izvorne stranice od 6. listopada 2014. (Wayback Machine) (životopis)